# Щръклово
Щръклово (на гръцки: Στρκλόβο) е обезлюдено село в Република Гърция, разположено на територията на дем Драма, област Източна Македония и Тракия.

## География
Щръклово се намира на югозападните склонове на Родопите и попада в историко-географската област Чеч.  Близо е до Кальош и е смятано за негова махала.

## История

### В Османската империя
В XIX век Щръклово е помашко село в Драмската каза на Османската империя. Васил Кънчов в книгата си „Пътуване по долините на Струма, Места и Брегалница. Битолско, Преспа и Охридско“ отбелязва, че селата Хойница, Щърклюу и Глум влизат в състава на Колюшката община. Кънчов посочва, че в двете има съответно 60 и 10 къщи.

### В Гърция
През Балканската война в 1912 година в селото влизат български войски, но след Междусъюзническата война селото остава в Гърция. Вероятно още в Балканската война жителите му бягат в Турция.
| Година    | 1913 | 1920 | 1928 | 1940 | 1951 | 1961 | 1971 | 1981 | 1991 | 2001 | 2011 | 2021 |
| --------- | ---- | ---- | ---- | ---- | ---- | ---- | ---- | ---- | ---- | ---- | ---- | ---- |
| Население |      | 4    |      |      |      |      |      |      |      |      |      |      |